# Асоціація амстердамських музеїв
Асоціація амстердамських музеїв (нід. Overleg der Amsterdamse Musea (ОАМ)) — це консультуюча асоціація музеїв Амстердама. Організація існує з 1980-х років, але офіційним роком заснування вважається 1994 рік. До організації входять приватні й громадські музеї, які є членами Нідерландської музейної асоціації (нід. De Museumvereniging).
Асоціація має обмежену сферу повноважень і обирає голову і віце-голову.
З 2010 року і дотепер голової асоціації є Міхіль Бухел, директор музею НЕМО. Дійсний віце-голова — Юдікьє Кірс, директор Біблейського музею. Рада Асоціації амстердамських музеїв збирається чотири рази на рік, і частіше якщо в тому є потреба.
Фонд Співробітнициво амстердамських музеїв (нід. Samenwerkende Amsterdamse Musea (SAM)) представляє колективні ділові інтереси Асоціації амстердамських музеїв (ОАМ). Директор SAM — Бйорн Стенверс.
Маркетингова консультація музеїв Амстердама (нід. Marketing Overleg der Amsterdamse Musea) представляє спільні маркетингові інтереси Асоціації амстердамських музеїв. Всі директори маркетингу і комунікацій сорока чотирьох музеїв-партнерів входять до Маркетингової консультації музеїв Амстердама. Кожен з них має роль консультанта та радника для музеїв-партнерів. Музейна ніч (нід. Museumnacht, N8) була започаткована Маркетинговою консультацією, але тепер стала самостійною організацією.

## Члени
Поточний список 44 членів Асоціації амстердамських музеїв:
- Музей Алларда Пірсона
- Музей Амстердама
- Амстердамська фортеця Маудерслот
- Будинок Анни Франк
- Арт-центр де Аппел
- Центр архітектури Амстердама (Аркам)
- Артіс та бібліотека Артіс
- Біблейський музей/Будинок Кромхаутів
- Особливі колекції при Університеті Амстердама
- Музей COBRA
- Нідерландський кіноінститут EYE
- Амстердамський фотомузей Foam
- Музей Гелвінк Хінлопен Хаус
- Ермітаж Амстердам
- Національний меморіал голокосту
- Ботанічний сад Hortus Botanicus
- Фотомузей Хаус Марсей
- Єврейський історичний музей
- Єврейський дитячий музей
- Португальська синагога
- Науковий центр НЕМО
- Нова церква
- Стара церква
- Музей-церква нашого милостивого Господа на горищі
- Будинок-музей Мултатулі
- Музей преси
- Будинок-музей Рембрандта
- Королівський палац
- Амстердамський музей люльок
- Державний музей
- Музей судноплавства
- Музей Корабель
- Міський архів Амстердама
- Музей Стеделік
- Музей сумок та гаманців
- Музей тропіків
- Музей ван Гога
- Нідерландський музей похорону
- Мікропія
- Музей Ван Лон
- Нідерландський музей спротиву
- Музей Віллет-Голтгейзен
- Музей діамантів
- Заанс музей